# 후나하시 도시미쓰

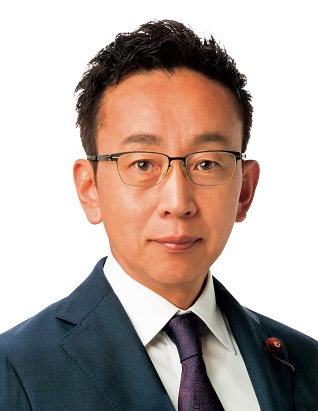

후나하시 도시미쓰(일본어: 船橋 利実, ふなはし としみつ, 1960년 1월 20일 ~ )는 일본의 정치인이다. 자유민주당 소속 중의원 의원 (2선), 홋카이도의회 의원 (5선), 기타미 시의회 의원 (초선)을 역임했다.
현재 자민당의 홋카이도 제1선거구 지부장을 맡고 있으며, 후나바시 니시카와건설 (기타미시) 이사도 겸하고 있다.

## 생애
1960년 1월 20일 일본 홋카이도 기타미시에서 태어났다. 1979년 홋카이도 기타미 하쿠요 고등학교를 졸업하고 1983년 홋카이 학원 대학 공학부 토목공학과를 졸업하였다. 이후 기타미 시내에서 회사원으로 일하다가 호쿠토건설 사장직에 오르기도 했다. 1991년 기타미 시의회 의원으로 처음 당선된 후 1995년 홋카이도의회 의원으로 당선, 5선 연속으로 의원직을 맡게 된다.
2012년 제46회 일본 중의원 의원 총선거에서 홋카이도 제1구 자민당 후보로 출마해 민주당의 요코미치 다카히로 당시 중의원 의장을 꺾고 초선의원으로 당선되었다 (요코미치 의장은 비례부활로 당선). 소선거구제 도입 이후 비례부활 당선을 포함하여 홋카이도 1구에서 자민당 후보가 당선된 것은 후나바시가 최초였다.
2014년 제47회 일본 중의원 의원 총선거에서 홋카이도 1구에 다시 출마했으나 요코미치 후보에 패하면서 비례부활도 못하고 그대로 낙선하였다. 득표수는 105,918표로, 이번 총선의 최다 득표 낙선자이자 최고 석패율 낙선자로 기록됐다. 그리고 홋카이도 블록에서 자민당은 3석을 확보하였으며, 첫번째 의석을 명단순위 1위의 비례단독후보, 2위가 소선거구 후보자의 중복 출마로 되어 있었지만, 후나바시는 석패율차로 인해 소선거구 후보로는 유일하게 낙선했다.
2015년 4월 홋카이 상과대학 대학원 상학연구과에 입학해 석사과정을 마쳤다. 2017년 제48회 일본 중의원 의원 총선거에서는 홋카이도 제1구에서 요코미치 의원의 후계자로 출마한 입헌민주당의 미치시타 다이키에게 패했지만, 비례 부활에 성공하면서 당선되어 국회로 복귀했다. 자민당의 비례 획득 의석수는 3석으로 명단 순위 1,2위가 비례 단독 후보, 3위가 소선거구 후보자의 중복 출마였지만, 후나바시는 석패율차로 소선거구에서 낙선한 후보 중 유일하게 비례 부활에 성공해 3년 전의 실패를 만회했다.

## 정책

### 헌법과 외교안보
일본 헌법의 개헌과 관련해서는 2012년 조사에서는 '찬성', 2014년 조사에서는 '어느 쪽이냐 말하자면 찬성', 2017년 조사에서는 '찬성'이라고 답했다. 헌법 제9조 (평화주의 규정) 개정에 관해서도 '찬성'이라는 입장이다. 그밖에 개헌 시 개정해야 할 조항으로 긴급사태 조항, 환경권, 헌법개정 절차 등을 거론하였다.
집단적 자위권 행사에 관해서는 2012년 조사에서 '어느 쪽이라 말하기 힘들다'고 밝혔다가 2014년 조사에서는 '찬성'이라고 답했다. 일본의 방위력을 더욱 강화해야 한다는 주장에 대해서는 2012년, 2014년 조사 모두 '어느 쪽이냐 말하자면 찬성'을 택했고 2017년에는 '찬성'으로 완전히 돌아섰다. 타국의 공격이 예상되는 경우 일본이 선제 공격을 해야 하는지에 대해서는 2012년에는 '어느 쪽이라 말하기 힘들다', 2014년에는 '어느 쪽이라 말하자면 찬성', 2017년 조사에서는 다시 '어느 쪽이라 말하기 힘들다'라 답했다.
북한에 대화보다 압력을 우선하는 것에 대해서는 2012년에는 '어느 쪽이라 말하기 힘들다'였다가 2014년과 2017년에는 '찬성'이라 답했다. 그밖에 미군기지의 70%가 오키나와에 집중되어 생기는 부담을 경감하기 위해, 미군기지를 현지에 두는 것을 원치 않는다는 입장이며 비핵 3원칙을 견지해야 한다는 입장이다. 또 일본의 유엔 안보리 상임이사국 등극에 대해서도 찬반 중 어느쪽도 아니라고 밝혔다.

### 사회 교육
특정비밀보호법에 찬성하며, 일본에 필요한 법률이라는 견해이다. 공모죄 성립에 대해 '(높이) 평가'한다고 밝혔다. 반면 치안을 위해 프라이버시와 개인 권리를 제약하는 것에 대해서는 '어느 쪽이라 말하자면 찬성'이란 입장이다.
모리토모 학원과 가케 학원 스캔들에 대한 아베 총리의 대응에 대해서는 '어느 쪽이라고 말하자면 (높이) 평가한다'고 말했다. 또 야스쿠니 신사에 총리가 참배하는 것은 문제 없으며 총리가 야스쿠니 신사에 참배해 주었으면 한다에 찬성 의사를 밝혔다. 고노 담화는 재검토해야 한다고도 밝혔으며 특정 민족과 인종에 대한 헤이트 스피치를 법률로 규제하는 것에 대해서 반대한다고 밝혔다.
일본 영주권을 가진 외국인에게 지방참정권을 부여하는 방안에 대해서는 2012년 조사에서는 '어느 쪽도 아니다'라고 하였지만 2014년 조사에서는 '어느 쪽이라고 밝히자면 반대'라고 답했다. 외국인 노동자를 받아들이는 것에 대해선 '어느 쪽도 아니다'라고 밝혔다.
이밖에 도주제 도입에 대해서는 '어느 쪽도 아니다'라고 했으며 카지노 해금은 찬성하였다. 유치원-보육원부터 대학까지 무상교육화 방안에 대해서는 '어느 쪽이라고 말하자면 찬성'이라 밝혔다.

### 세금과 경제, 에너지
소비세율을 5년 내에 인상하는 방안에 대해 2012년 조사에서는 '어느 쪽이라고 말하자면 반대'한다고 말했으며, 2017년 조사에서 아베 내각이 소비세 10% 세금 인상 시기를 2017년 4월에서 2019년 10월로 연기한 것에 대해 '(높이) 평가한다'고 말했다. 소비세를 10%로 하는 것에 대해선 2017년 조사에서 '찬성'한다고 답했다. 장기적으로 소비세를 10% 이상으로 끌어올리는 것에 대해 2012년 조사에서는 '어느 쪽이라고 말하자면 반대', 2014년에는 '어느 쪽이라고 말하자면 부득이하다', 2017년에는 '어느 쪽이라고 말하기 힘들다'고 답했다. 법인세율 인하에 대해서는 굳이 말하자면 찬성이며, 소득과 자산이 많은 부유층에 대해 과세를 강화하는 방안에 대해선 '어느 쪽이라 말하기 힘들다'고 답했다.
한편 경제에 관해서는 아베노믹스를 높이 평가한다고 답했으며 환태평양 경제 동반자 협정 (TPP) 교섭 참여에 대해선 2012년 조사에서는 반대였지만 이후 '굳이 말하자면 반대'라고 밝혔다.
원전은 일본에 필요하며 앞으로도 전력 수급처로 원전을 이용해야 한다는 의견에 대해 '굳이 말하자면 가깝다'는 입장을 보였다. 원자력 규제위원회 심사를 통과한 원전을 재가동하는 방안에 대해선 2012년에는 '찬성'이라 답했으며 2017년에는 '어느 쪽이라고 말하자면 찬성'이라 답했다. 또 홋카이도 전력의 도마리 원전을 재가동시켜야 한다고 밝혔다.

## 소속단체
- 자유민주당 홋카이도 제1선거구 지부
- NPO법인 지역활성화기여회의 회장

## 소속 의원연맹
- 신토 정치연맹 국회의원 간담회
- TPP 협상에서 국익을 지키는 모임